# Servi Corneli Lèntul (edil 207 aC)
Servi Corneli Lèntul (en llatí: Servius Cornelius Lentulus) va ser un magistrat romà del segle iii aC. Formava part de la família dels Cornelis Lèntuls, d'origen patrici.
Va exercir diverses magistratures menors, i finalment va arribar a la magistratura d'edil curul l'any 207 aC. Més tard, el 205 aC va ser tribú militar, càrrec que va exercir a les legions que operaven a Hispània.